# Windisch (gmina)
Windisch – gmina (niem. Einwohnergemeinde) w północnej Szwajcarii, w kantonie Argowia, w okręgu Brugg. 31 grudnia 2014 liczyła 7143 mieszkańców.

## Historia
Windisch znajduje się w miejscu starożytnego rzymskiego obozu legionowego Vindonissa, który założono prawdopodobnie w 15 n.e., a następnie rozbudowano około 30 n.e. W tym miejscu w 298 roku miała miejsce bitwa między Rzymianami a Alamanami. Starcie zakończyło się zwycięstwem oddziałów rzymskich pod wodzą cesarza Konstancjusza I Chlorusa.